# اچ‌ام‌اس ایندوس (۱۸۱۲)
اچ‌ام‌اس ایندوس (۱۸۱۲) (به انگلیسی: HMS Indus (1812)) یک کشتی بود که طول آن ۱۷۶ فوت (۵۴ متر) بود. این کشتی در سال ۱۸۱۲ ساخته شد.